# Primera División 2020 (Uruguay)
Het seizoen 2020 van de Primera División was het 117e seizoen van de hoogste Uruguayaanse voetbalcompetitie. De competitie liep van 15 februari 2020 tot en met 7 april 2021.

## Teams
Er namen zestien ploegen deel aan de Primera División tijdens het seizoen 2020. Dertien ploegen wisten zich vorig seizoen te handhaven en drie ploegen promoveerden vanuit de Segunda División: CA Torque, dat hernoemd werd tot Montevideo City Torque (kampioen), Club Deportivo Maldonado (nummer twee) en CA Rentistas (winnaar nacompetitie) kwamen in de plaats van de gedegradeerde ploegen Racing Club de Montevideo, Rampla Juniors FC en CA Juventud
| Club                           | Stad                   | Stadion                                                   | Capaciteit | Vorig seizoen |
| ------------------------------ | ---------------------- | --------------------------------------------------------- | ---------- | ------------- |
| CA Boston River                | Florida                | Estadio Centenario (Montevideo)                           | 60.235     | 9e            |
| CA Cerro                       | Montevideo             | Estadio Luis Tróccoli                                     | 25.000     | 14e           |
| Cerro Largo FC                 | Melo                   | Estadio Arquitecto Antonio Eleuterio Ubilla               | 10.000     | 15e           |
| Danubio FC                     | Montevideo             | Estadio Jardines del Hipódromo María Mincheff de Lazaroff | 18.000     | 12e           |
| Defensor Sporting Club         | Montevideo             | Estadio Luis Franzini                                     | 16.000     | 11e           |
| Club Deportivo Maldonado       | Maldonado              | Estadio Domingo Burgueño                                  | 25.000     | 2e (2ª)       |
| CA Fénix                       | Montevideo             | Estadio Parque Capurro                                    | 5.500      | 8e            |
| Liverpool FC                   | Montevideo             | Estadio Belvedere                                         | 8.384      | 5e            |
| Montevideo City Torque         | Montevideo             | Estadio Charrúa                                           | 14.000     | 1e (2ª)       |
| Montevideo Wanderers FC        | Montevideo             | Estadio Parque Alfredo Víctor Viera                       | 15.000     | 10e           |
| Club Nacional de Football      | Montevideo             | Estadio Gran Parque Central                               | 34.000     | 1e            |
| CA Peñarol                     | Montevideo             | Estadio Campeón del Siglo                                 | 40.005     | 2e            |
| Club Plaza Colonia de Deportes | Colonia del Sacramento | Parque Cincuentenario Juan G. Prandi                      | 6.000      | 6e            |
| CA Progreso                    | Montevideo             | Estadio Parque Abraham Paladino                           | 5.400      | 4e            |
| CA Rentistas                   | Montevideo             | Estadio Complejo Rentistas                                | 10.600     | 3e (2ª)       |
| CA River Plate                 | Montevideo             | Estadio Parque Federico Omar Saroldi                      | 5.165      | 7e            |

## Competitie-opzet
De competitie was gepland om van 1 februari tot december 2020 te lopen. De competitie zou uit drie delen bestaan: de Apertura, het Torneo Intermedio en de Clausura. Deze planning werd echter gewijzigd vanwege de coronapandemie: op 13 maart werden de eerste besmettingen in Uruguay gerapporteerd. Een dag later werd de Primera División hierdoor - na drie speelrondes - stilgelegd.
Op 15 juli werd bekend dat de competitie zou worden hervat op 8 augustus. Omdat de competitie vijf maanden had stilgelegen waren er plannen om de Clausura in te korten, maar de clubs stemden tegen dit plan.
Hierdoor werd de competitie gespeeld zoals oorspronkelijk het plan was (met de Apertura, het Torneo Intermedio en de Clausura). In de Apertura en de Clausura speelden alle ploegen eenmaal tegen elkaar. Voor het Torneo Intermedio werden de clubs in twee groepen verdeeld die elk eenmaal tegen elkaar spelen. De groepswinnaars speelden vervolgens in de finale tegen elkaar.
De winnaars van de Apertura en de Clausura kwalificeerden zich voor de halve finales van het Campeonato. De winnaar van het totaalklassement (waarin alle wedstrijden, met uitzondering van de finale van het Torneo Intermedio, worden meegeteld) plaatste zich voor de finale van het Campeonato. De winnaar van die finale werd landskampioen, de verliezer tweede. Alle overige clubs werden gerangschikt op basis van het totaalklassement.

### Kwalificatie voor internationale toernooien
Het seizoen 2020 gold als kwalificatie voor de Zuid-Amerikaanse competities (Copa Libertadores en Copa Sudamericana) van 2021. Oorspronkelijk zou de top-vier zich kwalificeren voor de Copa Libertadores 2021 en zouden er aan de Copa Sudamericana 2021 vier andere Uruguayaanse ploegen meedoen. Omdat de competitie vanwege de coronapandemie werd stilgelegd, maar uiteindelijk wel werd uitgespeeld, was de competitie pas afgelopen toen de internationale toernooien al waren begonnen. Hierdoor werd op 14 januari 2021 een schema aangekondigd om de ploegen die zich kwalificeren voor de internationale competities te bepalen:
- Op 7 februari kwalificeerde een ploeg zich voor de eerste voorronde van de Copa Libertadores als Uruguay 4 (deze ronde begon op 23 februari).[6]
- Op 21 februari kwalificeerde een ploeg zich voor de tweede voorronde van de Copa Libertadores als Uruguay 3 (deze ronde begon op 9 maart).[6]
- Op 31 maart kwalificeerden vier ploegen zich voor de eerste ronde van de Copa Sudamericana (deze ronde begon op 6 april).[6]
- Op 11 april kwalificeerden twee ploegen zich voor de groepsfase van de Copa Libertadores als Uruguay 1 en Uruguay 2 (deze ronde begint op 20 april).

Elke ploeg had het recht op slechts één internationaal ticket. Na elke peildatum ging het internationale ticket dat op dat moment beschikbaar is naar de hoogstgeplaatste ploeg die dit accepteerde. De winnaars van het Torneo Apertura en Torneo Intermedio hadden voorrang bij de Copa Sudamericana (ongeacht hun klassement op dat moment). Een ploeg mocht weigeren (bijvoorbeeld omdat ze hoopten op een betere kwalificatieplek). Accepteerde deze ploeg echter deelname aan een bepaalde ronde, dan konden ze zich niet daarna nog op een andere manier internationaal kwalificeren.

## Apertura
Het Torneo Apertura werd gespeeld van 15 februari tot en met 14 oktober 2020. Alle ploegen speelden eenmaal tegen elkaar. De ploeg met de meeste punten werd winnaar van de Apertura en plaatste zich voor de halve finale van het Campeonato. Indien er twee ploegen gelijk eindigden met de meeste punten, dan zouden ze een beslissingswedstrijd spelen. In het geval dat er drie of meer ploegen gelijk eindigden met de meeste punten, dan zouden de twee ploegen met het beste doelsaldo een beslissingswedstrijd spelen.
Na drie speelronden werd de competitie stilgelegd vanwege de coronapandemie. CA Rentistas had op dat moment als enige ploeg nog alles gewonnen. Op 8 augustus - precies vijf maanden na de laatste wedstrijden - werd de competitie weer hervat. Er werd zowel midweeks als in het weekend gespeeld. Rentistas speelde de eerste vier wedstrijden na de hervatting allemaal gelijk en hun achtste wedstrijd van het seizoen (tegen CA River Plate) werd gestaakt vanwege slechte weersomstandigden. Montevideo Wanderers FC nam tijdelijk de leiding over, maar zakte na drie nederlagen op rij terug in het klassement. Rentistas bleef ongeslagen, won drie keer (waaronder de inhaalwedstrijd tegen River Plate) en klom terug naar de koppositie. Met nog drie duels te spelen had Rentistas een punt meer dan titelverdediger Club Nacional de Football. De overige ploegen stonden al op vier of meer punten achterstand.
Tijdens de dertiende speelronde verloor Rentistas voor het eerst. Nacional won wel en nam de leiding over. Een speelronde later wist Rentistas echter gelijk te komen, omdat ze wonnen, terwijl Nacional gelijkspeelde. Op 11 oktober werd de laatste wedstrijd gespeeld. De koplopers speelden op verschillende velden allebei 1–1 en eindigden hierdoor gedeeld als eerste.
Een beslissingswedstrijd bepaalde over winst in de Apertura. Dit was het tweede toernooi op rij dat dit nodig was; ook de Clausura van 2019 werd beslist in een dergelijke wedstrijd. Op 14 oktober werd de beslissingswedstrijd gespeeld en daarin won Rentistas na verlenging met 1–0 van Nacional. Hierdoor kwalificeerden ze zich voor de halve finale van het Campeonato. Het was voor Rentistas hun eerste prijs op het hoogste niveau en het was voor het eerst sinds de Apertura van 2017 dat een andere ploeg dan Nacional of CA Peñarol de Apertura of Clausura won.

### Eindstand Apertura
|     | Club                           | Sp. | W | G | V | Pnt. | DV | DT | DS  |
| --- | ------------------------------ | --- | - | - | - | ---- | -- | -- | --- |
| 1.  | Club Nacional de Football      | 15  | 7 | 7 | 1 | 28   | 27 | 16 | +11 |
| 2.  | CA Rentistas                   | 15  | 7 | 7 | 1 | 28   | 26 | 15 | +11 |
| 3.  | Montevideo City Torque         | 15  | 7 | 4 | 4 | 25   | 21 | 16 | +5  |
| 4.  | CA Peñarol                     | 15  | 6 | 6 | 3 | 24   | 19 | 15 | +4  |
| 5.  | Cerro Largo FC                 | 15  | 6 | 6 | 3 | 24   | 19 | 17 | +2  |
| 6.  | Defensor Sporting Club         | 15  | 5 | 6 | 4 | 21   | 16 | 20 | –4  |
| 7.  | Montevideo Wanderers FC        | 15  | 5 | 5 | 5 | 20   | 16 | 16 | 0   |
| 8.  | Club Deportivo Maldonado       | 15  | 5 | 5 | 5 | 20   | 16 | 20 | –4  |
| 9.  | Liverpool FC                   | 15  | 5 | 4 | 6 | 19   | 22 | 25 | –3  |
| 10. | CA Fénix                       | 15  | 3 | 9 | 3 | 18   | 19 | 17 | +2  |
| 11. | CA Progreso                    | 15  | 4 | 4 | 7 | 16   | 21 | 20 | +1  |
| 12. | CA River Plate                 | 15  | 3 | 6 | 6 | 15   | 17 | 18 | –1  |
| 13. | Club Plaza Colonia de Deportes | 15  | 3 | 6 | 6 | 15   | 14 | 18 | –4  |
| 14. | Danubio FC                     | 15  | 3 | 5 | 7 | 14   | 12 | 17 | –5  |
| 15. | CA Cerro                       | 15  | 3 | 5 | 7 | 14   | 13 | 21 | –8  |
| 16. | CA Boston River                | 15  | 2 | 7 | 6 | 13   | 14 | 21 | –7  |

### Legenda
| Kleur | Kwalificatie voor             |
| ----- | ----------------------------- |
|       | Beslissingswedstrijd Apertura |

#### Beslissingswedstrijd
|                                   |                           |                     |              |                                                                           |
| 14 oktober 2020 20:00 uur (UTC−3) | Club Nacional de Football | 0 – 1 (n.v.)        | CA Rentistas | Estadio Centenario, Montevideo Scheidsrechter: Daniel Rodríguez (Uruguay) |
| 14 oktober 2020 20:00 uur (UTC−3) |                           | Verslag (Soccerway) | 92' Vega     | Estadio Centenario, Montevideo Scheidsrechter: Daniel Rodríguez (Uruguay) |

#### Topscorers
| №  | Speler            | Club                      | Goals |
| -- | ----------------- | ------------------------- | ----- |
| 1. | Gonzalo Bergessio | Club Nacional de Football | 12    |
| 2. | Enzo Borges       | Cerro Largo FC            | 8     |
| 3. | David Terans      | CA Peñarol                | 7     |

## Torneo Intermedio
Het Torneo Intermedio werd gespeeld van 17 oktober 2020 tot 14 januari 2021. De ploegen werden verdeeld in twee groepen: in Groep A zaten de ploegen die in de Apertura op een oneven positie (eerste, derde, et cetera) waren geëindigd. In Groep B zaten de ploegen die op een even positie waren geëindigd. Verschillende wedstrijden, waaronder de finale, werden uitgesteld vanwege coronabesmettingen bij een of beide ploegen.
Liverpool FC had in 2019 het Torneo Intermedio gewonnen en was in Groep A aanvankelijk ook de betere ploeg met twee zeges en twee gelijke spelen. Na een derde remise op rij nam Montevideo Wanderers FC echter de leiding over. Een week later won Wanderers van Liverpool in een onderling duel en omdat de derde in de stand - Cerro Largo FC - ook niet wist te winnen, was Wanderers een wedstrijd van het einde al zeker van een plekje in de finale.
In Groep B waren CA River Plate (vorig seizoen verliezend finalist van het Torneo Intermedio) en Club Nacional de Football de betere ploegen; zij wonnen allebei de eerste drie duels. Op 12 november won Nacional hun onderlinge wedstrijd in de vierde speelronde en gingen ze solo aan de leiding. Ondanks een nederlaag tegen Danubio FC stonden ze die koppositie niet meer af en op 29 november kwalificeerden ze zich voor de finale door CA Boston River te verslaan.
De finale op 14 januari eindigde doelpuntloos, waardoor het Torneo Intermedio voor de tweede maal op rij werd beslist in een strafschoppenserie. Nacional nam de strafschoppen beter en won dus het Torneo Intermedio. De Tricolores kwalificeerden zich eveneens voor de Supercopa Uruguaya 2021.

### Groep A
|    | Club                           | Sp. | W | G | V | Pnt. | DV | DT | DS |
| -- | ------------------------------ | --- | - | - | - | ---- | -- | -- | -- |
| 1. | Montevideo Wanderers FC        | 7   | 4 | 2 | 1 | 14   | 13 | 8  | +5 |
| 2. | Liverpool FC                   | 7   | 3 | 3 | 1 | 12   | 14 | 12 | +2 |
| 3. | Montevideo City Torque         | 7   | 3 | 1 | 3 | 10   | 13 | 10 | +3 |
| 4. | Cerro Largo FC                 | 7   | 2 | 4 | 1 | 10   | 8  | 5  | +3 |
| 5. | CA Rentistas                   | 7   | 2 | 3 | 2 | 9    | 7  | 6  | +1 |
| 6. | CA Progreso                    | 7   | 1 | 4 | 2 | 7    | 7  | 10 | –3 |
| 7. | Club Plaza Colonia de Deportes | 7   | 1 | 3 | 3 | 6    | 8  | 11 | –3 |
| 8. | CA Cerro                       | 7   | 1 | 2 | 4 | 5    | 5  | 13 | –8 |

### Groep B
|    | Club                      | Sp. | W | G | V | Pnt. | DV | DT | DS |
| -- | ------------------------- | --- | - | - | - | ---- | -- | -- | -- |
| 1. | Club Nacional de Football | 7   | 5 | 0 | 2 | 15   | 11 | 6  | +5 |
| 2. | CA River Plate            | 7   | 4 | 1 | 2 | 13   | 14 | 8  | +6 |
| 3. | CA Peñarol                | 7   | 4 | 0 | 3 | 12   | 15 | 9  | +6 |
| 4. | CA Fénix                  | 7   | 3 | 1 | 3 | 10   | 7  | 6  | +1 |
| 5. | Danubio FC                | 7   | 2 | 3 | 2 | 9    | 5  | 9  | –4 |
| 6. | Club Deportivo Maldonado  | 7   | 2 | 2 | 3 | 8    | 10 | 15 | –5 |
| 7. | Defensor Sporting Club    | 7   | 1 | 3 | 3 | 6    | 5  | 10 | –5 |
| 8. | CA Boston River           | 7   | 1 | 2 | 4 | 5    | 6  | 10 | –4 |

### Legenda
| Kleur | Kwalificatie voor        |
| ----- | ------------------------ |
|       | Finale Torneo Intermedio |

### Finale
|                                   |                           |              |                         |                                                                        |
| 14 januari 2021 20:00 uur (UTC−3) | Club Nacional de Football | 0 - 0 (n.v.) | Montevideo Wanderers FC | Estadio Centenario, Montevideo Scheidsrechter: Yimmy Álvarez (Uruguay) |
| 14 januari 2021 20:00 uur (UTC−3) | Verslag (Soccerway)       |              |                         | Estadio Centenario, Montevideo Scheidsrechter: Yimmy Álvarez (Uruguay) |
| 14 januari 2021 20:00 uur (UTC−3) | Strafschoppen             |              |                         | Estadio Centenario, Montevideo Scheidsrechter: Yimmy Álvarez (Uruguay) |
| 14 januari 2021 20:00 uur (UTC−3) | 4 – 1                     |              |                         | Estadio Centenario, Montevideo Scheidsrechter: Yimmy Álvarez (Uruguay) |

#### Topscorers
| №  | Speler               | Club           | Goals |
| -- | -------------------- | -------------- | ----- |
| 1. | Matías Arezo         | CA River Plate | 5     |
| 1. | Juan Ignacio Ramírez | Liverpool FC   | 5     |
| 1. | David Terans         | CA Peñarol     | 5     |

## Clausura
Het Torneo Clausura liep van 16 januari 2021 tot 29 maart 2021. Alle ploegen speelden eenmaal tegen elkaar volgens het inverse schema van de Apertura (voor alle duels zijn de thuis- en uitploeg dus omgedraaid). De ploeg met de meeste punten werd winnaar van de Clausura en plaatste zich voor de halve finale van het Campeonato. Indien er twee ploegen gelijk eindigden met de meeste punten, dan zouden ze een beslissingswedstrijd spelen. In het geval dat er drie of meer ploegen gelijk eindigden met de meeste punten, dan zouden de twee ploegen met het beste doelsaldo een beslissingswedstrijd spelen.
CA Boston River - de rode lantaarn van de Apertura - begon met drie overwinningen, maar na één punt in de volgende drie wedstrijden raakten ze achter op de nieuwe koploper Liverpool FC. De Negriazules waren nog ongeslagen en bleven dat de volgende wedstrijden ook. De grootste concurrent bleek Club Nacional de Football, dat ook de eerste elf wedstrijden ongeslagen bleef. Op dat moment had Liverpool twee punten meer dan Nacional, maar omdat de Tricolores vervolgens van laagvlieger Danubio FC verloren werd de marge tussen deze ploegen verruimd tot vijf punten. Op 21 maart speelde Nacional thuis tegen Liverpool. Deze wedstrijd resulteerde in een 0–4 overwinning voor de bezoekers. Voor Nacional was dit de grootste competitienederlaag in bijna zeven jaar.
Door de zege op Nacional was Liverpool zeker van winst in de Clausura en kwalificeerden ze zich voor de halve finale van het Campeonato. Voor Liverpool was dit de derde prijs op het hoogste niveau die ze in korte tijd wonnen (in september 2019 wonnen ze het Torneo Intermedio en in februari 2020 de Supercopa Uruguaya).
De eerste vijf speelrondes (tot en met 7 februari) telden mee in het klassement dat bepaalde welke ploeg zich plaatste voor de eerste voorronde van de Copa Libertadores. De wedstrijden tot en met 21 februari (negende speelronde) telden mee om de deelnemer aan de tweede voorronde van de Copa Libertadores te bepalen.

### Eindstand Clausura
|     | Club                           | Sp. | W  | G | V | Pnt. | DV | DT | DS  |
| --- | ------------------------------ | --- | -- | - | - | ---- | -- | -- | --- |
| 1.  | Liverpool FC                   | 15  | 10 | 4 | 1 | 34   | 34 | 13 | +21 |
| 2.  | CA Peñarol                     | 15  | 8  | 5 | 2 | 29   | 20 | 12 | +8  |
| 3.  | Montevideo City Torque         | 15  | 7  | 5 | 3 | 26   | 30 | 14 | +16 |
| 4.  | Club Nacional de Football      | 15  | 7  | 5 | 3 | 26   | 19 | 16 | +3  |
| 5.  | Club Plaza Colonia de Deportes | 15  | 7  | 4 | 4 | 25   | 28 | 16 | +12 |
| 6.  | CA Boston River                | 15  | 7  | 1 | 7 | 22   | 23 | 26 | –3  |
| 7.  | CA Fénix                       | 15  | 5  | 7 | 3 | 21   | 25 | 24 | +1  |
| 8.  | CA River Plate                 | 15  | 5  | 4 | 6 | 21   | 19 | 22 | –4  |
| 9.  | Club Deportivo Maldonado       | 15  | 4  | 6 | 5 | 18   | 21 | 27 | –6  |
| 10. | Montevideo Wanderers FC        | 15  | 3  | 6 | 6 | 18   | 22 | 31 | –9  |
| 11. | Cerro Largo FC                 | 15  | 4  | 4 | 7 | 16   | 15 | 17 | –2  |
| 12. | CA Progreso                    | 15  | 5  | 3 | 7 | 18   | 17 | 22 | –5  |
| 13. | Danubio FC                     | 15  | 4  | 3 | 7 | 15   | 17 | 23 | –5  |
| 14. | CA Cerro                       | 15  | 3  | 5 | 7 | 14   | 16 | 21 | –5  |
| 15. | Defensor Sporting Club         | 15  | 2  | 8 | 5 | 14   | 15 | 21 | –6  |
| 16. | CA Rentistas                   | 15  | 2  | 4 | 9 | 10   | 12 | 27 | –15 |

### Legenda
| Kleur | Kwalificatie voor       |
| ----- | ----------------------- |
|       | Halve finale Campeonato |

#### Topscorers
| №  | Speler               | Club            | Goals |
| -- | -------------------- | --------------- | ----- |
| 1. | Juan Ignacio Ramírez | Liverpool FC    | 13    |
| 2. | Maureen Franco       | CA Fénix        | 11    |
| 3. | Rubén Bentancourt    | CA Boston River | 7     |

| Tussenstand na de vijfde speelronde | Tussenstand na de vijfde speelronde | Tussenstand na de vijfde speelronde | Tussenstand na de vijfde speelronde | Tussenstand na de vijfde speelronde | Tussenstand na de vijfde speelronde | Tussenstand na de vijfde speelronde | Tussenstand na de vijfde speelronde | Tussenstand na de vijfde speelronde | Tussenstand na de vijfde speelronde |
|                                     | Club                                | Sp.                                 | W                                   | G                                   | V                                   | Pnt.                                | DV                                  | DT                                  | DS                                  |
| ----------------------------------- | ----------------------------------- | ----------------------------------- | ----------------------------------- | ----------------------------------- | ----------------------------------- | ----------------------------------- | ----------------------------------- | ----------------------------------- | ----------------------------------- |
| 1.                                  | Montevideo City Torque              | 5                                   | 3                                   | 2                                   | 0                                   | 11                                  | 10                                  | 1                                   | +9                                  |
| 2.                                  | Liverpool FC                        | 5                                   | 3                                   | 2                                   | 0                                   | 11                                  | 12                                  | 4                                   | +8                                  |
| 3.                                  | CA Boston River                     | 5                                   | 3                                   | 1                                   | 1                                   | 10                                  | 11                                  | 5                                   | +6                                  |
| 4.                                  | Club Nacional de Football           | 5                                   | 2                                   | 3                                   | 0                                   | 9                                   | 6                                   | 2                                   | +4                                  |
| 5.                                  | CA Peñarol                          | 5                                   | 2                                   | 2                                   | 1                                   | 8                                   | 5                                   | 4                                   | +1                                  |
| 6.                                  | Defensor Sporting Club              | 5                                   | 2                                   | 2                                   | 1                                   | 8                                   | 6                                   | 6                                   | 0                                   |
| 7.                                  | CA Cerro                            | 5                                   | 2                                   | 1                                   | 2                                   | 7                                   | 7                                   | 7                                   | 0                                   |
| 8.                                  | Club Deportivo Maldonado            | 5                                   | 2                                   | 1                                   | 2                                   | 7                                   | 8                                   | 12                                  | –4                                  |
| 9.                                  | Montevideo Wanderers FC             | 5                                   | 1                                   | 3                                   | 1                                   | 6                                   | 7                                   | 6                                   | +1                                  |
| 10.                                 | Club Plaza Colonia de Deportes      | 5                                   | 1                                   | 2                                   | 2                                   | 5                                   | 7                                   | 8                                   | –1                                  |
| 11.                                 | CA Rentistas                        | 5                                   | 1                                   | 2                                   | 2                                   | 5                                   | 6                                   | 8                                   | –2                                  |
| 12.                                 | CA Fénix                            | 5                                   | 1                                   | 2                                   | 2                                   | 5                                   | 5                                   | 9                                   | –4                                  |
| 13.                                 | Cerro Largo FC                      | 5                                   | 1                                   | 1                                   | 3                                   | 4                                   | 6                                   | 6                                   | 0                                   |
| 14.                                 | CA River Plate                      | 5                                   | 1                                   | 1                                   | 3                                   | 4                                   | 4                                   | 10                                  | –6                                  |
| 15.                                 | CA Progreso                         | 5                                   | 1                                   | 1                                   | 3                                   | 4                                   | 1                                   | 7                                   | –6                                  |
| 16.                                 | Danubio FC                          | 5                                   | 1                                   | 0                                   | 4                                   | 3                                   | 4                                   | 10                                  | –6                                  |

| Tussenstand na de negende speelronde | Tussenstand na de negende speelronde | Tussenstand na de negende speelronde | Tussenstand na de negende speelronde | Tussenstand na de negende speelronde | Tussenstand na de negende speelronde | Tussenstand na de negende speelronde | Tussenstand na de negende speelronde | Tussenstand na de negende speelronde | Tussenstand na de negende speelronde |
|                                      | Club                                 | Sp.                                  | W                                    | G                                    | V                                    | Pnt.                                 | DV                                   | DT                                   | DS                                   |
| ------------------------------------ | ------------------------------------ | ------------------------------------ | ------------------------------------ | ------------------------------------ | ------------------------------------ | ------------------------------------ | ------------------------------------ | ------------------------------------ | ------------------------------------ |
| 1.                                   | Liverpool FC                         | 9                                    | 6                                    | 3                                    | 0                                    | 21                                   | 21                                   | 8                                    | +13                                  |
| 2.                                   | Montevideo City Torque               | 9                                    | 5                                    | 3                                    | 1                                    | 18                                   | 17                                   | 5                                    | +12                                  |
| 3.                                   | Club Nacional de Football            | 9                                    | 4                                    | 5                                    | 0                                    | 17                                   | 12                                   | 6                                    | +6                                   |
| 4.                                   | CA Peñarol                           | 9                                    | 4                                    | 4                                    | 1                                    | 16                                   | 9                                    | 6                                    | +3                                   |
| 5.                                   | CA River Plate                       | 9                                    | 4                                    | 2                                    | 3                                    | 14                                   | 12                                   | 13                                   | –1                                   |
| 6.                                   | Club Plaza Colonia de Deportes       | 9                                    | 3                                    | 4                                    | 2                                    | 13                                   | 15                                   | 10                                   | +5                                   |
| 7.                                   | Montevideo Wanderers FC              | 9                                    | 3                                    | 3                                    | 3                                    | 12                                   | 14                                   | 12                                   | +2                                   |
| 8.                                   | Defensor Sporting Club               | 9                                    | 2                                    | 5                                    | 2                                    | 11                                   | 11                                   | 14                                   | –3                                   |
| 9.                                   | CA Progreso                          | 9                                    | 3                                    | 2                                    | 4                                    | 11                                   | 8                                    | 13                                   | –5                                   |
| 10.                                  | CA Cerro                             | 9                                    | 2                                    | 4                                    | 3                                    | 10                                   | 12                                   | 13                                   | –1                                   |
| 11.                                  | CA Boston River                      | 9                                    | 3                                    | 1                                    | 5                                    | 10                                   | 14                                   | 17                                   | –3                                   |
| 12.                                  | Club Deportivo Maldonado             | 9                                    | 2                                    | 4                                    | 3                                    | 10                                   | 12                                   | 17                                   | –5                                   |
| 13.                                  | CA Fénix                             | 9                                    | 1                                    | 6                                    | 2                                    | 9                                    | 13                                   | 17                                   | –4                                   |
| 14.                                  | Danubio FC                           | 9                                    | 2                                    | 1                                    | 6                                    | 7                                    | 7                                    | 16                                   | –9                                   |
| 15.                                  | CA Rentistas                         | 9                                    | 1                                    | 3                                    | 5                                    | 6                                    | 10                                   | 15                                   | –5                                   |
| 16.                                  | Cerro Largo FC                       | 9                                    | 1                                    | 2                                    | 6                                    | 5                                    | 10                                   | 15                                   | –5                                   |

## Totaalstand
De ploeg met de meeste punten in de totaalstand - de optelling van de Apertura, het Torneo Intermedio en de Clausura - plaatste zich voor de finale van het Campeonato. Indien er twee ploegen gelijk eindigden met de meeste punten, dan zouden ze een beslissingswedstrijd spelen. In het geval dat er drie of meer ploegen gelijk eindigden met de meeste punten, dan zouden de twee ploegen met het beste doelsaldo een beslissingswedstrijd spelen.
De strijd om de eerste plaats werd pas beslist in de laatste speelronde: Club Nacional de Football ging aan de leiding, maar had de helft van hun zes nederlagen geleden in de laatste drie duels. De voorsprong op Liverpool FC was geslonken tot één punt, maar door Club Deportivo Maldonado met 1–2 te verslaan verzekerde Nacional zich van de eerste plek en de bijbehorende kwalificatie voor de finale. Omdat Liverpool van CA Boston River verloor was het verschil uiteindelijk vier punten, de grootste marge sinds 2016.

### Totaalstand
|     | Club                           | Sp. | W  | G  | V  | Pnt. | DV | DT | DS  |
| --- | ------------------------------ | --- | -- | -- | -- | ---- | -- | -- | --- |
| 1.  | Club Nacional de Football      | 37  | 19 | 12 | 6  | 69   | 57 | 38 | +19 |
| 2.  | Liverpool FC                   | 37  | 18 | 11 | 8  | 65   | 70 | 50 | +20 |
| 3.  | CA Peñarol                     | 37  | 18 | 11 | 8  | 65   | 54 | 36 | +18 |
| 4.  | Montevideo City Torque         | 37  | 17 | 10 | 10 | 61   | 64 | 40 | +24 |
| 5.  | Montevideo Wanderers FC        | 37  | 12 | 13 | 12 | 52   | 51 | 55 | –4  |
| 6.  | Cerro Largo FC                 | 37  | 12 | 14 | 11 | 50   | 42 | 39 | +3  |
| 7.  | CA Fénix                       | 37  | 11 | 17 | 9  | 49   | 51 | 47 | +4  |
| 8.  | CA River Plate                 | 37  | 12 | 11 | 14 | 49   | 50 | 49 | +1  |
| 9.  | CA Rentistas                   | 37  | 11 | 14 | 12 | 47   | 45 | 48 | –3  |
| 10. | Club Plaza Colonia de Deportes | 37  | 11 | 13 | 13 | 46   | 50 | 45 | +5  |
| 11. | Club Deportivo Maldonado       | 37  | 11 | 13 | 13 | 46   | 47 | 62 | –15 |
| 12. | Defensor Sporting Club         | 37  | 8  | 17 | 12 | 41   | 36 | 51 | –15 |
| 13. | CA Boston River                | 37  | 10 | 10 | 17 | 40   | 43 | 57 | –14 |
| 14. | CA Progreso                    | 37  | 10 | 11 | 16 | 38   | 45 | 52 | –7  |
| 15. | Danubio FC                     | 37  | 9  | 11 | 17 | 38   | 34 | 49 | –15 |
| 16. | CA Cerro                       | 37  | 7  | 12 | 18 | 33   | 34 | 55 | –21 |

### Legenda
| Kleur | Kwalificatie voor |
| ----- | ----------------- |
|       | Finale Campeonato |

| Tussenstand na vijf wedstrijden in het Torneo Clausura | Tussenstand na vijf wedstrijden in het Torneo Clausura | Tussenstand na vijf wedstrijden in het Torneo Clausura | Tussenstand na vijf wedstrijden in het Torneo Clausura | Tussenstand na vijf wedstrijden in het Torneo Clausura | Tussenstand na vijf wedstrijden in het Torneo Clausura | Tussenstand na vijf wedstrijden in het Torneo Clausura | Tussenstand na vijf wedstrijden in het Torneo Clausura | Tussenstand na vijf wedstrijden in het Torneo Clausura | Tussenstand na vijf wedstrijden in het Torneo Clausura |
| | Club                                                   | Sp.                                                    | W                                                      | G                                                      | V                                                      | Pnt.                                                   | DV                                                     | DT                                                     | DS                                                     |
| --- | ------------------------------------------------------ | ------------------------------------------------------ | ------------------------------------------------------ | ------------------------------------------------------ | ------------------------------------------------------ | ------------------------------------------------------ | ------------------------------------------------------ | ------------------------------------------------------ | ------------------------------------------------------ |
| 1. | Club Nacional de Football                              | 27                                                     | 14                                                     | 10                                                     | 3                                                      | 52                                                     | 44                                                     | 24                                                     | +20                                                    |
| 2. | Montevideo City Torque                                 | 27                                                     | 13                                                     | 7                                                      | 7                                                      | 46                                                     | 44                                                     | 27                                                     | +17                                                    |
| 3. | CA Peñarol                                             | 27                                                     | 12                                                     | 8                                                      | 7                                                      | 44                                                     | 39                                                     | 28                                                     | +11                                                    |
| 4. | CA Rentistas                                           | 27                                                     | 10                                                     | 12                                                     | 5                                                      | 42                                                     | 39                                                     | 29                                                     | +10                                                    |
| 5. | Liverpool FC                                           | 27                                                     | 11                                                     | 9                                                      | 7                                                      | 42                                                     | 48                                                     | 41                                                     | +7                                                     |
| 6. | Montevideo Wanderers FC                                | 27                                                     | 10                                                     | 10                                                     | 7                                                      | 40                                                     | 36                                                     | 30                                                     | +6                                                     |
| 7. | Cerro Largo FC                                         | 27                                                     | 9                                                      | 11                                                     | 7                                                      | 38                                                     | 33                                                     | 28                                                     | +5                                                     |
| 8. | Defensor Sporting Club                                 | 27                                                     | 8                                                      | 11                                                     | 8                                                      | 35                                                     | 27                                                     | 36                                                     | –9                                                     |
| 9. | Club Deportivo Maldonado                               | 27                                                     | 9                                                      | 8                                                      | 10                                                     | 35                                                     | 34                                                     | 47                                                     | –13                                                    |
| 10. | CA Fénix                                               | 27                                                     | 7                                                      | 12                                                     | 8                                                      | 33                                                     | 31                                                     | 32                                                     | –1                                                     |
| 11. | CA River Plate                                         | 27                                                     | 8                                                      | 8                                                      | 11                                                     | 32                                                     | 35                                                     | 36                                                     | –1                                                     |
| 12. | CA Boston River                                        | 27                                                     | 6                                                      | 10                                                     | 11                                                     | 28                                                     | 31                                                     | 36                                                     | –5                                                     |
| 13. | CA Progreso                                            | 27                                                     | 6                                                      | 9                                                      | 12                                                     | 27                                                     | 29                                                     | 37                                                     | –8                                                     |
| 14. | Club Plaza Colonia de Deportes                         | 27                                                     | 5                                                      | 11                                                     | 11                                                     | 26                                                     | 29                                                     | 37                                                     | –8                                                     |
| 15. | Danubio FC                                             | 27                                                     | 6                                                      | 8                                                      | 13                                                     | 26                                                     | 21                                                     | 36                                                     | –15                                                    |
| 16. | CA Cerro                                               | 27                                                     | 6                                                      | 8                                                      | 13                                                     | 26                                                     | 25                                                     | 41                                                     | –16                                                    |
| • Op basis van dit klassement werd de eerste deelnemer aan de Copa Libertadores (eerste voorronde) bepaald. Alle ploegen werd gevraagd of ze bereid waren dit startbewijs te accepteren. De top-vier van deze stand (Nacional, Montevideo City Torque, Peñarol en Rentistas) weigerden. Liverpool (vijfde) was de hoogstgeplaatste ploeg die accepteerde. |                                                        |                                                        |                                                        |                                                        |                                                        |                                                        |                                                        |                                                        |                                                        |

| Tussenstand na negen wedstrijden in het Torneo Clausura | Tussenstand na negen wedstrijden in het Torneo Clausura | Tussenstand na negen wedstrijden in het Torneo Clausura | Tussenstand na negen wedstrijden in het Torneo Clausura | Tussenstand na negen wedstrijden in het Torneo Clausura | Tussenstand na negen wedstrijden in het Torneo Clausura | Tussenstand na negen wedstrijden in het Torneo Clausura | Tussenstand na negen wedstrijden in het Torneo Clausura | Tussenstand na negen wedstrijden in het Torneo Clausura | Tussenstand na negen wedstrijden in het Torneo Clausura |
| | Club                                                    | Sp.                                                     | W                                                       | G                                                       | V                                                       | Pnt.                                                    | DV                                                      | DT                                                      | DS                                                      |
| --- | ------------------------------------------------------- | ------------------------------------------------------- | ------------------------------------------------------- | ------------------------------------------------------- | ------------------------------------------------------- | ------------------------------------------------------- | ------------------------------------------------------- | ------------------------------------------------------- | ------------------------------------------------------- |
| 1. | Club Nacional de Football                               | 31                                                      | 16                                                      | 12                                                      | 3                                                       | 60                                                      | 50                                                      | 28                                                      | +22                                                     |
| 2. | Montevideo City Torque                                  | 31                                                      | 15                                                      | 8                                                       | 8                                                       | 53                                                      | 51                                                      | 31                                                      | +20                                                     |
| 3. | CA Peñarol                                              | 31                                                      | 14                                                      | 10                                                      | 7                                                       | 52                                                      | 43                                                      | 30                                                      | +13                                                     |
| 4. | Liverpool FC                                            | 31                                                      | 14                                                      | 10                                                      | 7                                                       | 52                                                      | 57                                                      | 45                                                      | +12                                                     |
| 5. | Montevideo Wanderers FC                                 | 31                                                      | 12                                                      | 10                                                      | 9                                                       | 46                                                      | 43                                                      | 36                                                      | +7                                                      |
| 6. | CA Rentistas                                            | 31                                                      | 10                                                      | 13                                                      | 8                                                       | 43                                                      | 43                                                      | 36                                                      | +7                                                      |
| 7. | CA River Plate                                          | 31                                                      | 11                                                      | 9                                                       | 11                                                      | 42                                                      | 43                                                      | 39                                                      | +4                                                      |
| 8. | Cerro Largo FC                                          | 31                                                      | 9                                                       | 12                                                      | 10                                                      | 39                                                      | 37                                                      | 37                                                      | 0                                                       |
| 9. | Defensor Sporting Club                                  | 31                                                      | 8                                                       | 14                                                      | 9                                                       | 38                                                      | 32                                                      | 44                                                      | –12                                                     |
| 10. | Club Deportivo Maldonado                                | 31                                                      | 9                                                       | 11                                                      | 11                                                      | 38                                                      | 38                                                      | 52                                                      | –14                                                     |
| 11. | CA Fénix                                                | 31                                                      | 7                                                       | 16                                                      | 8                                                       | 37                                                      | 39                                                      | 40                                                      | –1                                                      |
| 12. | Club Plaza Colonia de Deportes                          | 31                                                      | 7                                                       | 13                                                      | 11                                                      | 34                                                      | 37                                                      | 39                                                      | –2                                                      |
| 13. | CA Progreso                                             | 31                                                      | 8                                                       | 10                                                      | 13                                                      | 34                                                      | 36                                                      | 43                                                      | –7                                                      |
| 14. | Danubio FC                                              | 31                                                      | 7                                                       | 9                                                       | 15                                                      | 30                                                      | 24                                                      | 42                                                      | –18                                                     |
| 15. | CA Cerro                                                | 31                                                      | 6                                                       | 11                                                      | 14                                                      | 29                                                      | 30                                                      | 47                                                      | –17                                                     |
| 16. | CA Boston River                                         | 31                                                      | 6                                                       | 10                                                      | 15                                                      | 28                                                      | 34                                                      | 48                                                      | –14                                                     |
| • Op basis van dit klassement werd de tweede deelnemer aan de Copa Libertadores (tweede voorronde) bepaald. Alle ploegen die hiervoor in aanmerking kwamen werd gevraagd of ze bereid waren dit startbewijs te accepteren. De top-drie van deze stand (Nacional, Montevideo City Torque en Peñarol) weigerden en de nummer vier (Liverpool) had al eerder een deelnamebewijs voor internationale competities aanvaard. Montevideo Wanderers (vijfde) was de hoogstgeplaatste ploeg die accepteerde. |                                                         |                                                         |                                                         |                                                         |                                                         |                                                         |                                                         |                                                         |                                                         |

#### Topscorers
De Argentijn Gonzalo Bergessio van Club Nacional de Football werd net als in 2018 topscorer van de competitie. Hij maakte 25 doelpunten, eentje meer dan Juan Ignacio Ramírez van Liverpool FC.
| №  | Speler               | Club                      | Goals |
| -- | -------------------- | ------------------------- | ----- |
| 1. | Gonzalo Bergessio    | Club Nacional de Football | 25    |
| 2. | Juan Ignacio Ramírez | Liverpool FC              | 24    |
| 3. | Maureen Franco       | CA Fénix                  | 18    |
| 4. | David Terans         | CA Peñarol                | 16    |
| 5. | Gonzalo Vega         | CA Rentistas              | 15    |

## Campeonato Uruguayo
Het Campeonato Uruguayo bepaalde de winnaar van de Primera División (of de Copa Uruguaya) 2020. De winnaars van de Apertura (CA Rentistas) en de Clausura (Liverpool FC) speelden in de halve finale één wedstrijd en de winnaar daarvan kwalificeerde voor de finale, waarin ze een thuis- en uitduel speelden tegen de nummer een van de totaalstand (Club Nacional de Football). De finalisten werden aangemerkt als kampioen en vice-kampioen, de overige posities in de eindstand werden bepaald op basis van de totaalstand.
De halve finale tussen Rentistas en Liverpool was de eerste halve finale sinds 2013/14 waarin zowel Club Nacional de Football als CA Peñarol niet meespeelden. Het was ook voor het eerst sinds 2013/14 dat er een finale over twee wedstrijden werd gespeeld (de jaren daarna was de winnaar van de halve finale telkens ook al de winnaar van de totaalstand).

### Wedstrijdschema
|  | Halve finale     | Halve finale |  |  | Finale    | Finale | Finale | Finale |
|  |                  |              |  |  |           |        |        |        |
|  |                  |              |  |  |           |        |        |        |
|  | Rentistas (n.s.) | 1 (3)        |  |  |           |        |        |        |
|  | Liverpool        | 1 (2)        |  |  |           |        |        |        |
|  |                  |              |  |  |           |        |        |        |
|  |                  |              |  |  | Nacional  | 3      | 1      | 4      |
|  |                  |              |  |  | Rentistas | 0      | 0      | 0      |
|  |                  |              |  |  |           |        |        |        |

### Halve finale
|                                 |                                          |                                                        |                                       |                                                                         |
| 31 maart 2021 20:00 uur (UTC−3) | CA Rentistas                             | 1 – 1 (n.v.)                                           | Liverpool FC                          | Estadio Centenario, Montevideo Scheidsrechter: Andrés Matonte (Uruguay) |
| 31 maart 2021 20:00 uur (UTC−3) | F. Pérez 85'                             | Verslag (AUF) Verslag (Soccerway) Verslag (Flashscore) | 79' Romero                            | Estadio Centenario, Montevideo Scheidsrechter: Andrés Matonte (Uruguay) |
| 31 maart 2021 20:00 uur (UTC−3) | Strafschoppen                            |                                                        |                                       | Estadio Centenario, Montevideo Scheidsrechter: Andrés Matonte (Uruguay) |
| 31 maart 2021 20:00 uur (UTC−3) | Colazo Villalba Rodríguez A. Acosta Vega | 3 – 2                                                  | Romero Ramírez Ocampo Cándido Almeida | Estadio Centenario, Montevideo Scheidsrechter: Andrés Matonte (Uruguay) |

1-1 na verlenging. CA Rentistas wint met 3-2 na strafschoppen en kwalificeert zich voor de finale.

### Finale
|                                |                               |                                                        |              |                                                                                    |
| 4 april 2021 20:00 uur (UTC−3) | Club Nacional de Football     | 3 – 0                                                  | CA Rentistas | Estadio Gran Parque Central, Montevideo Scheidsrechter: Esteban Ostojich (Uruguay) |
| 4 april 2021 20:00 uur (UTC−3) | Bergessio 7', 29' Laborda 66' | Verslag (AUF) Verslag (Soccerway) Verslag (Flashscore) |              | Estadio Gran Parque Central, Montevideo Scheidsrechter: Esteban Ostojich (Uruguay) |

|                                |              |                                                        |                           |                                                                                     |
| 7 april 2021 15:00 uur (UTC−3) | CA Rentistas | 0 – 1                                                  | Club Nacional de Football | Estadio Complejo Rentistas, Montevideo Scheidsrechter: Christian Ferreyra (Uruguay) |
| 7 april 2021 15:00 uur (UTC−3) |              | Verslag (AUF) Verslag (Soccerway) Verslag (Flashscore) | 41' Bergessio             | Estadio Complejo Rentistas, Montevideo Scheidsrechter: Christian Ferreyra (Uruguay) |

 Club Nacional de Football wint met 4-0 over twee wedstrijden en is kampioen van Uruguay.

## Ranglijst
De winnaar van de finale werd kampioen van Uruguay, de verliezend finalist werd vice-kampioen. De overige plaatsen werden bepaald op basis van de totaalstand. Indien er geen finale noodzakelijk was, zou ook de tweede plek worden bepaald op basis van de totaalstand.
Dit seizoen gold in Uruguay als kwalificatie voor de Copa Libertadores 2021 en de Copa Sudamericana 2021. In beide toernooien had Uruguay recht op vier deelnemers. In de Copa Libertadores gingen deze plekken oorspronkelijk naar de top-vier van het eindklassement en in de Copa Sudamericana naar de volgende vier ploegen in de stand, waarbij de winnaar van het Torneo Intermedio en de verliezer van de halve finale van het Campeonato (mits niet geplaatst voor de Copa Libertadores) zeker waren van deelname.
Omdat het seizoen langer duurde vanwege de coronapandemie waren er vier peildata aangehouden: 7 februari (na 27 wedstrijden) voor een plek in de eerste voorronde van de Copa Libertadores; 21 februari (na 31 wedstrijden) voor een plek in de tweede voorronde van de Copa Libertadores; 31 maart voor de vier plekken in de Copa Sudamericana en 11 april voor twee plekken in de groepsfase van de Copa Libertadores. Op elk peilmoment werden de desbetreffende startbewijzen uitgereikt aan de ploegen die bereid waren om dit te accepteren.
Op 7 februari kwalificeerde Liverpool FC (op dat moment vijfde in de tussenstand) zich voor de eerste voorronde van de Copa Libertadores, nadat de top-vier van de stand op dat moment dit ticket weigerde. Op 21 februari kwalificeerde Montevideo Wanderers FC (toen de nummer vijf in de stand) zich voor de tweede voorronde, nadat de top-drie van het klassement weigerde (nummer vier Liverpool kwam niet in aanmerking).
Drie deelnemers aan de Copa Sudamericana werden na het reguliere seizoen bekend: Montevideo City Torque, Cerro Largo FC en CA Fénix waren de hoogst geëindigde ploegen die geen kans meer maakten op de Copa Libertadores. De ploegen die zich voor de groepsfase van de Copa Libertadores kwalificeerden werden op 31 maart bekend: CA Rentistas won de halve finale en kwalificeerde zich voor de finale tegen Club Nacional de Football. Deze ploegen plaatsten zich allebei voor de Copa Libertadores (Nacional was overigens al eerder zeker van kwalificatie). Hierdoor ging het laatste ticket voor de Copa Sudamericana naar CA Peñarol.
Indien de verdeling van de internationale tickets was verlopen zoals gebruikelijk, dan had Peñarol zich geplaatst voor de voorronde van de Copa Libertadores in plaats van Montevideo Wanderers. Zij zouden dan in de eerste voorronden instromen en Liverpool pas in de tweede voorronde. 

### Eindstand
|     | Club                           | Sp. | W  | G  | V  | Pnt. | DV | DT | DS  |
| --- | ------------------------------ | --- | -- | -- | -- | ---- | -- | -- | --- |
| 01. | Club Nacional de Football      | 37  | 19 | 12 | 6  | 69   | 57 | 38 | +19 |
| 3.  | Liverpool FC                   | 37  | 18 | 11 | 8  | 65   | 70 | 50 | +20 |
| 4.  | CA Peñarol                     | 37  | 18 | 11 | 8  | 65   | 54 | 36 | +18 |
| 5.  | Montevideo City Torque         | 37  | 17 | 10 | 10 | 61   | 64 | 40 | +24 |
| 6.  | Montevideo Wanderers FC        | 37  | 12 | 13 | 12 | 52   | 51 | 55 | –4  |
| 7.  | Cerro Largo FC                 | 37  | 12 | 14 | 11 | 50   | 42 | 39 | +3  |
| 8.  | CA Fénix                       | 37  | 11 | 17 | 9  | 49   | 51 | 47 | +4  |
| 9.  | CA River Plate                 | 37  | 12 | 11 | 14 | 49   | 50 | 49 | +1  |
| 2.  | CA Rentistas                   | 37  | 11 | 14 | 12 | 47   | 45 | 48 | –3  |
| 10. | Club Plaza Colonia de Deportes | 37  | 11 | 13 | 13 | 46   | 50 | 45 | +5  |
| 11. | Club Deportivo Maldonado       | 37  | 11 | 13 | 13 | 46   | 47 | 62 | –15 |
| 12. | Defensor Sporting Club         | 37  | 8  | 17 | 12 | 41   | 36 | 51 | –15 |
| 13. | CA Boston River                | 37  | 10 | 10 | 17 | 40   | 43 | 57 | –14 |
| 14. | CA Progreso                    | 37  | 10 | 11 | 16 | 38   | 45 | 52 | –7  |
| 15. | Danubio FC                     | 37  | 9  | 11 | 17 | 38   | 34 | 49 | –15 |
| 16. | CA Cerro                       | 37  | 7  | 12 | 18 | 33   | 34 | 55 | –21 |

### Legenda
| Kleur | Kwalificatie voor                    |
| ----- | ------------------------------------ |
|       | Copa Libertadores 2021, groepsfase   |
|       | Copa Libertadores 2021, voorronde    |
|       | Copa Sudamericana 2021, eerste ronde |

### Degradatie
Drie ploegen degradeerden naar de Segunda División; dit waren de ploegen die over de laatste twee seizoenen het minste punten hadden verzameld in de competitie. Aangezien de promovendi (Montevideo City Torque, Club Deportivo Maldonado en CA Rentistas) vorig seizoen nog niet in de Primera División speelden, werden de punten gedeeld door het aantal gespeelde wedstrijden.
Voor Danubio FC viel het doek in met nog een ronde te spelen. In die laatste speelronde degradeerde ook Defensor Sporting Club. Met elk vier landstitels zijn zij - na Nacional en Peñarol - de twee succesvolste nog bestaande ploegen in de Primera División. Defensor Sporting had 57 seizoenen onafgebroken op het hoogste niveau gespeeld en Danubio 51 seizoenen. Ook CA Cerro degradeerde, zij hadden veertien seizoenen op rij in de Primera División gespeeld.
|     | Club                           | Sp. | 2019 | 2020 | Tot. | Gem. |
| --- | ------------------------------ | --- | ---- | ---- | ---- | ---- |
| 1.  | Club Nacional de Football      | 74  | 75   | 69   | 144  | 1,95 |
| 2.  | CA Peñarol                     | 74  | 74   | 65   | 139  | 1,88 |
| 3.  | Liverpool FC                   | 74  | 59   | 65   | 124  | 1,68 |
| 4.  | Montevideo City Torque         | 37  | –    | 61   | 61   | 1,65 |
| 5.  | Cerro Largo FC                 | 74  | 69   | 50   | 119  | 1,61 |
| 6.  | CA Progreso                    | 74  | 65   | 38   | 103  | 1,39 |
| 7.  | Club Plaza Colonia de Deportes | 74  | 56   | 46   | 102  | 1,38 |
| 8.  | CA River Plate                 | 74  | 51   | 49   | 100  | 1,35 |
| 9.  | Montevideo Wanderers FC        | 74  | 46   | 52   | 98   | 1,32 |
| 10. | CA Fénix                       | 74  | 48   | 49   | 97   | 1,31 |
| 11. | CA Rentistas                   | 37  | –    | 47   | 47   | 1,27 |
| 12. | Club Deportivo Maldonado       | 37  | –    | 46   | 46   | 1,24 |
| 13. | CA Boston River                | 74  | 48   | 40   | 88   | 1,19 |
| 14. | Defensor Sporting Club         | 74  | 45   | 41   | 86   | 1,16 |
| 15. | Danubio FC                     | 74  | 41   | 38   | 79   | 1,07 |
| 16. | CA Cerro                       | 74  | 33   | 33   | 66   | 0,89 |

### Legenda
| Kleur | Degradatie naar       |
| ----- | --------------------- |
|       | Segunda División 2021 |